# 카슈카다리야주
카슈카다리야주(우즈베크어: Qashqadaryo viloyati, Қашқадарё вилояти, 러시아어: Кашкадарьинская область)는 우즈베키스탄의 행정 구역으로, 우즈베키스탄 남부 카슈카다리야 강 기슭과 파미르 산맥 서쪽 경사지에 위치하고 있으며 사마르칸트 주와 부하라 주, 수르한다리야 주, 투르크메니스탄, 타지키스탄과 인접해 있다.
카슈카다리야 주는 14개 구로 구성되어 있으며 주도는 카르시(인구 177,000명)이다. 주요 도시로 샤흐리사브즈, 키타브, 카산, 무바라크, 야카바그, 구자르, 카마시가 있다.
카슈카다리야 주의 기후는 전형적인 대륙성 기후를 띠지만 일부 지역은 아열대 기후를 띠기도 한다. 대표적인 농산물로는 목화와 축산물이 있으며 탈리마르잔 저수지 등에는 관개 설비가 발달했다. 석유, 천연 가스 등의 천연 자원이 생산되며 공업은 무바레흐 석유·가스 공장으로 대표되는 석유 화학 공업, 양모 가공, 직물 생산, 식품 가공, 건설 자재 생산 등을 중심으로 발전했다.
카슈카다리야 주를 경유하는 철도는 총연장 350km에 달하며 총연장 4,100km에 달하는 포장 도로가 카슈카다리야 주를 경유한다. 샤흐리사브즈는 티무르가 태어난 도시이기도 해서 우즈베키스탄의 대표적인 관광 자원으로 손꼽히기도 한다.